# Emanuel Ungaro
Emanuel Ungaro (Aix-en-Provence; 13 de febrero de 1933-París, 21 de diciembre de 2019) fue un diseñador de moda francés.

## Biografía
Fue hijo de padres italianos que habían huido de su país debido al gobierno fascista. Siendo un niño, aprendió a coser como su padre, Cosimo.
A los veintidós años, se mudó a París y tres años más tarde empezó a diseñar para la Casa de Cristóbal Balenciaga. Sin embargo, renunció a los tres años para trabajar para André Courrèges. Cuatro años más tarde, en 1965, Ungaro fundó su propia casa de moda en París con la asistencia de Sonja Knapp y Elena Bruna Fassio. En 1988, a los cincuenta y cinco años, se casó con Laura Bernabei, con quien tuvo una hija, Cosima Ungaro.
Murió en París el 21 de diciembre de 2019 a los 86 años.

### Carrera
En 1968 creó su primera colección prêt-à-porter, Parallèle y abrió una boutique en la avenida Montaigne en París. Durante los siguientes treinta años, la Casa Emanuel Ungaro se extendió para incluir más boutiques y comerciar a nivel mundial.
Lanzó la primera colección para hombres, Ungaro Uomo, en 1973 y el primer perfume, Diva, en 1983. Posteriormente, lanzó otros perfumes, como Senso (1987), Ungaro (1991) y Emanuel Ungaro for Men (1991). En 1996, se asoció con la marca Salvatore Ferragamo. Ambos, en 1997, junto a la empresa Bulgari crearon una nueva compañía llamada Emanuel Ungaro Parfums. La compañía lanzó los perfumes Fleur de Diva (1997), Desnuda (2001) y Apparition (2004).
Fue el diseñador, en 1998, del vestido de novia de Eugenia Martínez de Irujo.
En 2005 la marca Emanuel Ungaro fue vendida al magnate pakistaní Asim Abdullah. Para ese entonces, los ingresos de ventas de la marca eran de 70 millones de euros. En 2008, Ungaro colaboró con Avon para lanzar dos nuevas fragancias: U by Ungaro for Her y U by Ungaro for Him. Los perfumes fueron promocionados por la actriz Reese Witherspoon.